# Algoma (Virginia Occidental)
Algoma es un área no incorporada ubicada en el condado de McDowell (Virginia Occidental), Estados Unidos. Está catalogada como un asentamiento humano por la Junta de Nombres Geográficos de los Estados Unidos. Su número de identificación (ID) es 1534873. Se encuentra a 530 m s. n. m. (1739 pies).

## Historia
Se estableció una oficina de correos en 1891 y permaneció en funcionamiento hasta 1988.